# Prix de la création Radio-Canada
Les Prix de la création Radio-Canada est un concours littéraire annuel organisé par la société Radio-Canada et subventionné par le Conseil des Arts du Canada. Il comprend 3 catégories : 
- Prix de la nouvelle
- Prix de poésie
- Prix du récit

Les prix récompensent des œuvres originales et inédites en français, écrites par des Canadiens (citoyens ou résidents permanents) professionnels ou amateurs.
Son équivalent anglophone est CBC Literary prizes.

## Historique
L’appellation « Prix de la création Radio-Canada » est apparu pour la première fois en septembre 2015, qui remplace l’appellation « Prix littéraire Radio-Canada ».
Les prix ont également connu d’autres noms :
- Concours d’œuvres dramatiques radiophoniques de Radio-Canada (1972[5]-1994)
- Concours de nouvelles de Radio-Canada[6] (1985-1994)
- Grands Prix Société Radio-Canada des scénaristes, nouvellistes et poètes[7] (1996-2002)
- Prix littéraires Radio-Canada (2001-2014)

## Liste des lauréats

### Concours d’œuvres dramatiques radiophoniques de Radio-Canada
| Année | Catégorie      | 1er prix                                               | 2e prix                                                               |
| ----- | -------------- | ------------------------------------------------------ | --------------------------------------------------------------------- |
| 1972  |                | Jacques Godbout et Pierre Turgeon L'Interview          |                                                                       |
| 1973  |                | Monica Mérinat La Grenouille bleue                     | Jean-Claude Deschênes La Ville en carton-pâte                         |
| 1974  |                | Josette Labbé Chiffre de nuit                          |                                                                       |
| 1975  |                | Normand Chaurette Rêve d'une nuit d'hôpital            | Louis Pelletier Une soirée au monde de l'homaginaire                  |
| 1976  | Catégorie "60" | Louis Saïa et Louise Roy Impression de voyage          | Paul Rochon Drapeau le fou                                            |
|       | Catégorie "30" | Normand Bourdon Monsieur Paul                          | François Beaulieu En attendant                                        |
| 1977  | Catégorie "60" | Marc-F. Gélinas Le Soleil du matin                     | Jean Roy Ainsi-soit-ève                                               |
|       | Catégorie "30" | Marthe Maltais "H" pour femme                          | Antoni Girard L'Express pour Sainte-Expédite                          |
| 1978  | Catégorie "60" | Arlette Cousture Du ventre au temps                    | Louis Nantel Pièges                                                   |
|       | Catégorie "30" | Roseline Cardinal Soliloque                            | Michel Gosselin Zuste une autre                                       |
| 1979  | Catégorie "60" | Yolande Villemaire Belles de nuit                      |                                                                       |
|       | Catégorie "30" | Michael Delisle Donne-moi un whisky                    |                                                                       |
| 1980  | Catégorie "60" | Suzanne Jules-Lefort Capharnaüm                        | Lise Lessard D'la malle d'amour                                       |
|       | Catégorie "30" | Jacques Gauthier Alyre                                 | Pierre Duguay L'Instant d'après                                       |
| 1981  | Catégorie "60" | Hélène Ouvrard La Femme singulière                     | Jean-Louis Fleury Dernière chasse à La Macaza                         |
|       | Catégorie "30" | Christiane Duchesne Mathilde ou les Ballots de foin    | Roger Gaboury Le Cycliste                                             |
| 1982  | Catégorie "60" | Gaétan Brulotte Le Client                              | Jean-Louis Fleury Le Fou de Jeanne                                    |
|       | Catégorie "30" | Pan Bouyoucas Le Pourboire                             | Roger Gaboury Drame de nuit                                           |
| 1983  | Catégorie "60" | Monique LaRue L'Enregistrement                         | Marcel Beaulieu Affaire classée                                       |
|       | Catégorie "30" | Gabriel-Pierre Ouellette Les Cloches et les Bouteilles | Monique Proulx Deux par deux                                          |
| 1984  | Catégorie "60" | André Poulin Debout dans la nuit... je coasse          | Roseline Cardinal Des ailes au cœur                                   |
|       | Catégorie "30" | François Beaulieu Courir au milieu de ma vie           | Roger Gaboury La Gare du paradis perdu                                |
| 1985  | Catégorie "60" | François Godin En une nuit                             | Michel Philip Deuil                                                   |
|       | Catégorie "30" | Daniel Cadet Le Container                              | Rachel Sauvé La Troisième Oreille                                     |
| 1986  | Catégorie "60" | Raymond Villeneuve Richard Lacoste : Rocker et Fils    | Gabriel-Pierre Ouellette Le Dîner Durham                              |
|       | Catégorie "30" | Jean-Pierre Girard Larme de son                        | Françoise Cantin When I Fall in Love ou Le 22 décembre, une Renault 5 |
| 1987  | Catégorie "60" | France Saint-Aubin Ils ont des chapeaux ronds          | Jean-Louis Fleury Roger Fragon est revenu                             |
|       | Catégorie "30" | Christian Lemieux-Fournier Louise et Berthe            | Alexis Nouss Les Voix parallèles                                      |
| 1988  | Catégorie "60" | Gérald Galarneau L'Été de 46                           | Michèle Péloquin L'Inachevé                                           |
|       | Catégorie "30" | Sylvain Fournel SERF 06055806                          | François Dupuy et Richard Dupuy Les Associés                          |
| 1989  | Catégorie "60" | Raymond Villeneuve Laguna Beach                        | Dominique Beauregard L'Entrevue                                       |
|       | Catégorie "30" | Marie-Christine Lê-Huu La Lointaine Espagne            | Christine Simard Le Bonheur selon Bugs-Bunné                          |
| 1990  | Catégorie "60" | Johanne Mongeon Folie Douce                            | Manon Vallée Épitaphe                                                 |
|       | Catégorie "30" | Raymond Villeneuve Ligne de fuite                      | aucun lauréat                                                         |
| 1991  | Catégorie "60" | Réjane Charpentier L'Effet papillon                    | Dominique Beauregard Rue du Roy-Prusseau                              |
|       | Catégorie "30" | François Dupuy et Richard Dupuy Une fraude au menu     | Manon Vallée Dans le journal                                          |
| 1992  | Catégorie "30" | Gilbert Langlois Le Contrat                            | Sylvestre Rios Falcon et Marc Brouillette Le Dernier des loups        |
|       | Catégorie "15" | Josette Beauvais Culte dominical                       | Ian Lauzon La Fenêtre                                                 |
| 1993  | Catégorie "30" | Johanne Mongeon Mariages blancs                        | Louis-Dominique Lavigne L'Éternel triangle                            |
|       | Catégorie "15" | Frédéric Teyssier Y a plus de poissons dans la Vistule | Patrick Nantel Sourire d'Orient                                       |
| 1994  | Catégorie "30" | Normand Cana arquis - Le Retour de Malarii             | Ian Lauzon Interférences                                              |
|       | Catégorie "15" | Olivier Choinière Golden Gate Earthquake Surfers       | Louise Champagne L'Amour aveugle                                      |

### Grands Prix Société Radio-Canada des scénaristes, nouvellistes et poètes
| Année | Catégorie | 1er prix                                                         | 2e prix                                                          |
| ----- | --------- | ---------------------------------------------------------------- | ---------------------------------------------------------------- |
| 1996  | Fiction   | Marie-Line Laplante Crier comme un aveugle qui a perdu son bâton | Martin Lefebvre L'Ambulance                                      |
|       | Nouvelle  | Amélie Lévesque Johnny                                           | Norman Racicot Quelque chose d'ordinaire pour faire changement   |
|       | Poésie    | Suzanne Jacob La Part du feu                                     | Philippe Haeck Quelques taches rouges                            |
| 1997  | Fiction   | Pier Noli Ersatz                                                 | Larry Tremblay Tibullus                                          |
|       | Nouvelle  | Catherine Lalonde Les Enfants                                    | Michel Thibodeau Le Gardien                                      |
|       | Poésie    | Carole Huynh Guay Une pierre dans la bouche                      | Louise Dupré Les Mains des gisants                               |
| 1998  | Fiction   | François Godin Exil, no exil                                     | Denis Blouin Elle vaut combien, la vie ?                         |
|       | Nouvelle  | Sylvie Massicotte Désert désordre                                | Yolande Villemaire L'Âme noire                                   |
|       | Poésie    | Paul Chanel Malenfant Des ombres portées                         | Louis-Jean Thibault L'Inespérable                                |
| 1999  | Fiction   | Johanne Beaudry La Traversée des orages                          | Michel-Émile Gendron La Vie sans mode d'emploi                   |
|       | Nouvelle  | Marie-Sissi Labrèche Dessine-moi un mouton                       | Christian Bergeron Le Premier Jour de pluie                      |
|       | Poésie    | Denise Desautels Ma sisyphe                                      | Louise Warren La Lumière, l'arbre, le trait                      |
| 2000  | Fiction   | Sophie Beauparlant Jamais de la vie !                            | Johanne Lepage Pablum pour les chevaux                           |
|       | Nouvelle  | Annie Perreault Le Petit Orteil                                  | Annie Pronovost Les Œuvres mortes                                |
|       | Poésie    | Louise Warren Insomnie à la fenêtre                              | Normand de Bellefeuille Je vais prendre un visage pour commencer |

### Prix littéraires Radio-Canada
| Année | Catégorie       | 1er prix francophone                                                    | 2e prix francophone         | 1er prix anglophone | 2e prix anglophone        |
| ----- | --------------- | ----------------------------------------------------------------------- | --------------------------- | ------------------- | ------------------------- |
| 2001  | Nouvelle        | Suzanne Myre E.T. Phone Home                                            | Hélène Vachon               | Camilla Gibb        | Sandy Bonny               |
|       | Poésie          | Normand de Bellefeuille Elle était belle comme une idée                 | Yolande Villemaire          | Erin Noteboom       | Laura Lush                |
|       | Récit de voyage | Dyane Raymond Trente-trois Heures et Demie                              | Monique Juteau              | David Tycho         | Audrey Thomas             |
| 2002  | Nouvelle        | Paul Labrèche Gilles                                                    | Jérémie Leblanc             | Leon Rooke          | Joanna Cockerline         |
|       | Poésie          | Tania Langlais Pour du soleil Anatole                                   | Kim Doré                    | Zoë Landale         | John Barton               |
|       | Récit de voyage | Tihana Majcen Khan Golden Palace, Lahore                                | Colette Larose              | Roger Greenwald     | Ted Bishop                |
| 2003  | Nouvelle        | Nicole Filion Librairie de la place                                     | Catherine Desgagnés         | Jane Eaton Hamilton | Janice McCachen           |
|       | Poésie          | Kim Doré Comment voir le poisson rouge dans l’eau rouge du bocal?       | Annie Perrault              | Rob Winger          | Jan Conn                  |
|       | Récit de voyage | Isabelle Giasson La délicieuse odeur de miel des jeunes éléphants mâles | Denis McCready              | Stephen Osborne     | Alayna Munce              |
| 2004  | Nouvelle        | Estelle Bérubé Place Liman                                              | Lori Saint-Martin           | Michael Winter      | Caroline Adderson         |
|       | Poésie          | Lise Gaboury-Diallo Homestead                                           | Gabriel Landry              | Asa Boxer           | Tonja Gunvaldsen Klaassen |
|       | Récit de voyage | Monique Joachim Alpha                                                   | Jacques Côté                | Montana Jones       | Dorothea Belanger         |
| 2005  | Récit           | Paul Ouellet Moi enfant                                                 | Alain Poissant              | Kim Echlin          | Jane Silcott              |
|       | Nouvelle        | Gérald Galarneau Un mètre virgule 71, entre Kyoto et Bush               | Françoise Major             | Erin Soros          | Ahmad Saidullah           |
|       | Poésie          | Rosalie Lessard Petit guide des volcans d'Amérique                      | Charles-Philippe Laperrière | Alison Pick         | Paulette Dubé             |
| 2006  | Récit           | Mélanie Vincelette Guardalavaca                                         | Dania El-Khechen            |                     |                           |
|       | Nouvelle        | Hugo Dubreuil Voir ailleurs                                             | André Marois                |                     |                           |
|       | Poésie          | Rachel Leclerc If                                                       | Isabelle Forest             |                     |                           |
| 2007  | Récit           | Chantal Gaudreault La valise rouge                                      | Guy Lalancette              |                     |                           |
|       | Nouvelle        | Vital Gagnon Louise                                                     | Chantal Gaudreault          |                     |                           |
|       | Poésie          | André Roy La science de l'adieu                                         | Tania Langlais              |                     |                           |
| 2008  | Récit           | Jonathan Harnois Sonam                                                  | Guy Lalancette              |                     |                           |
|       | Nouvelle        | Bianca Joubert Money Express                                            | Jean-Sébastien Trudel       |                     |                           |
|       | Poésie          | Judy Quinn Six heures vingt                                             | Martine Audet               |                     |                           |
| 2009  | Récit           | Stéphane Bigras Flo                                                     |                             |                     |                           |
|       | Nouvelle        | Philippe Chartier Magnum opus                                           |                             |                     |                           |
|       | Poésie          | Laurence Ouellet-Tremblay Était une bête                                |                             |                     |                           |
| 2010  | Récit           | Monique Letarte Elle en moi                                             |                             |                     |                           |
|       | Nouvelle        | Isodor Guy Makaya Le cas Makosso                                        |                             |                     |                           |
|       | Poésie          | Alain Bernard Marchand Chants d’un autre siècle                         |                             |                     |                           |
| 2011  | Récit           |                                                                         |                             |                     |                           |
|       | Nouvelle        |                                                                         |                             |                     |                           |
|       | Poésie          |                                                                         |                             |                     |                           |
| 2012  | Récit           | Alexandre McCabe Chez la Reine -- Les exilés                            |                             |                     |                           |
|       | Nouvelle        | Geneviève Jannelle Péril en ta demeure                                  |                             |                     |                           |
|       | Poésie          | Thomas Mainguy Les ciels minuscules                                     |                             |                     |                           |
| 2013  | Récit           | Esteban Gonzalez Ramona                                                 |                             |                     |                           |
|       | Nouvelle        | Fabien Philippe Janken                                                  |                             |                     |                           |
|       | Poésie          | Louise Gagnon Le fruit, le don                                          |                             |                     |                           |
| 2014  | Récit           | Joanne Morency Tes lunettes sans ton regard                             |                             |                     |                           |
|       | Nouvelle        | Sarah Desrosiers Un entrefilet                                          |                             |                     |                           |
|       | Poésie          | Marc-André Moutquin L'appétit des astres                                |                             |                     |                           |

### Prix de la création Radio-Canada

#### Prix de la nouvelle
2015 - Annie-Claude Thériault, L’abattoir
2016 - Johanne-Alice Côté, Je t’écrirai dans l’air
2017 - Philippe Arseneault, Chercher toujours
2018 - Maryse Andraos, Sans refuge
2019 - Jacques Lemaire, Le ravin
2020 - Julie Bouchard, Fin juillet à Split Landing
2021 - Julie Bouchard, Voici Vivian Vachon
2022 - Andrée-Anne Tardy, La chambre de Jeanne
2023 - Annabelle Lehouillier, Les notes de novembre

#### Prix du récit
2015 - Chantal Garand, Un hibou, un Égyptien et l’étrangère
2016 - Cynthia Massé, Le réfrigérateur
2017 - Sarah Walou, Deux villages
2018 - Diane Landry, Adieu chacal
2019 - Francis Ouellette, Berce-toi Raymonde
2020 -  Isabelle Lapointe, Dédé
2021 - Francis Ouellette, La ballade de Ti Crisse
2022 - Simon Brousseau, La chambre de Jeanne
2023 - Maxime Jolivel, Histoire de pêche

#### Prix de poésie
2015 - Joanne Morency, Ni le nom des caresses
2016 - Charles Sagalane, Abrégés et mélanges
2017 - Marie-Eve Blanchard, Louise
2018 - Mario Brassard, Séconal
2019 - Maud Evelyne, J’ai vu ma mère en rêve
2020 - Anna Quinn, Mauve est un verbe pour ma gorge
2021 - Marise Belletête, Sommes-nous de la même gorge qui ne consent plus à la prière?
2022 - Philippe Labarre, Scènes de la vie poreuse
2023 - Lucille Ryckebusch, Résurgence